# William Jones (matematik)
William Jones, FRS (1675 – 3. července? 1749) byl velšský matematik, který je známý tím, že navrhl používat symbol π (řecké písmeno pí) pro poměr obvodu kruhu k jeho průměru. Byl přítelem Isaaca Newtona a Edmunda Halleyho. V roce 1711 se stal členem Královské společnosti.